# Hyllus dotatus
Hyllus dotatus là một loài nhện trong họ Salticidae.
Loài này thuộc chi Hyllus. Hyllus dotatus được Elizabeth Maria Gifford Peckham & George William Peckham miêu tả năm 1903.